# 情熱で胸アツ!
「情熱で胸アツ!」（じょうねつでむねアツ!）は、T-Pistonz+KMCの11枚目のシングル。2012年6月20日にFRAMEから発売された。 

## 概要
品番は初回生産限定盤がPKCF-1077、通常盤がPKCF-1078。
なお、初回生産限定盤には特典としてアニメ『イナズマイレブンGO クロノ・ストーン』雷門中ユニフォームシャツ3種（松風天馬・剣城京介・神童拓人の各背番号入り、天馬にはキャプテンマーク付き。サイズ160cm）のうち1種がランダムで封入される。

## 収録曲
全曲 作詞 - TPK / 編曲 - 菊谷知樹
1. 情熱で胸アツ!
  - 作曲 - 山崎弘&KMC
  - テレビ東京系列アニメ『イナズマイレブンGO クロノ・ストーン』OPテーマ（第1話 - 第17話 隔週でオンエア）
2. 心をつなごう!
  - 作曲 - TPK
3. 情熱で胸アツ!（オリジナル・カラオケ）
4. 心をつなごう!（オリジナル・カラオケ）

## 発売記念イベント
シングル発売を記念し、各地で発売記念イベントが行われた。（リリース日の近い「感動共有!」との共通イベント）
| 公演日        | 都道府県 | 会場               | 形態               | 備考  |
| ------------- | -------- | ------------------ | ------------------ | ----- |
| 2012年6月23日 | 東京都   | サンシャインシティ | ミニライブ・握手会 | [ 1 ] |
| 6月24日       | 愛知県   | アスナル金山       |                    | [ 2 ] |
| 7月7日        | 神奈川県 | ラゾーナ川崎       | ミニライブ・握手会 | [ 3 ] |
| 7月8日        | 大阪府   | あべのHoop         | ミニライブ・握手会 | [ 4 ] |

## エピソード
- 『イナズマイレブンGO クロノ・ストーン』OP候補曲としてレベルファイブ社長日野晃博のもとに『情熱で胸アツ!』と『感動共有!』が提案されたが、日野が2曲とも気に入ったため、共に隔週でOPテーマとしてオンエアされることとなった。[5]